# 拜占庭禮天主教阿根廷教長區
天主教阿根廷東方禮教長區（拉丁語：Argentinae）是阿根廷一個東儀天主教教區，直屬聖座。成立於1959年2月19日，服務希臘禮天主教與合一的羅馬尼亞教會和俄羅斯禮天主教會的教友。
2007年有教友2,000人、一個堂區、一名司鐸。教長由布宜諾斯艾利斯總教區總主教擔任。現任教長為馬里奧·奧雷利奧·波利樞機。